# Adolf Kratzer
Adolf Kratzer (Gunzburgo, 16 de outubro de 1893 – Münster, 6 de julho de 1983) foi um físico alemão, com contribuições para a física atômica e física molecular, reconhecido como autoridade na área da espectroscopia molecular.

## Publicações selecionadas

### Livros
- Mathematik für Physiker und Ingenieure, Akad. Verlagsges. Becker & Erler Kom.-Ges., Leipzig, 1941
- com Walter Franz: Transzendente Funktionen, Geest & Portig, Leipzig, 1960

### Artigos
- Erstpublikation nach der Dissertation: Die ultraroten Rotationsspektren der Halogenwasserstoffe, Zeitschrift für Physik, Band 3, 1920
- Die Gesetzmäßigkeiten der Bandensysteme, Annalen der Physik, 372/67, 1922
- Die Feinstruktur einer Klasse von Bandenspektren, Annalen der Physik, 376/71, 1923
- Die Gesetzmäßigkeiten in den Bandenspektren, Enzyklopädie der math. Wissenschaften V, 1925
- Die Grobstruktur der Bandenspektren, In: Probleme der modernen Physik (Sommerfeld-Festschrift), Hirzel, Leipzig, 1928
- Grundlagenprobleme der Wahrscheinlichkeitsrechnung, Mathematisch-Physikalische Semesterberichte zur Pflege des Zusammenhangs von Schule und Universität, Bd. 7, 1935
- Das Planck’sche Wirkungsquantum, Mathematisch-Physikalische Semesterberichte zur Pflege des Zusammenhangs von Schule und Universität; neue, von Vandenhoeck & Ruprecht publizierte Folge, 1. Band, 1950
- Das Bild in der Physik, Studium Generale: Zeitschrift für interdisziplinäre Studien 9, 1956
- Mathematik als Sprache der Physik, Phys. Blätter 20, 1964

### Publicações conjuntas
- com Paul Peter Ewald und L. Citron: Über die Kontrolle von Kristallstrukturen durch Laueaufnahmen, Verh. d. Deutschen Physikalischen Gesellschaft 1, 1920

### Vorlesungen
- Vorlesung: Theorie der Wärmestrahlung, 1922
- Vorlesungen über Optik. Freie Mathematische Fachschaft, 1931
- Vorlesungen über Mechanik. Mathematische Arbeitsgemeinschaft, 1932
- Vorlesungen über Thermodynamik. Aschendorff, 1947
- Vorlesungen über Elektrodynamik. Aschendorff, Münster/Westf. 1949
- Einführung in die Wellenmechanik. Aschendorff, Münster/Westf. 1954
- Relativitätstheorie. Aschendorff, Münster/Westf. 1956
- Vorlesungen über Optik. Aschendorf, Münster/Westf. 1959
- Vorlesungen über Thermodynamik. Aschendorff, Münster/Westf. 1960
- Vorlesungen über Mechanik. Aschendorff, Münster/Westf. 1962
- Vorlesungen über Elektrodynamik. Aschendorff, Münster/Westf. 1955, 1956 und 1961